# معرض فنون جامعة يل
يعد معرض جامعة ييل للفنون أو معرض فنون جامعة ييل (YUAG) أقدم متحف فني جامعي في نصف الكرة الغربي. يضم مجموعة موسوعية كبيرة من الفنون في العديد من المباني المترابطة في حرم جامعة ييل في نيو هافن، كونيتيكت. على الرغم من احتضانه لجميع الثقافات والفترات، إلا أن المعرض يركز على الرسم الإيطالي المبكر والنحت الأفريقي والفن الحديث.

## التاريخ

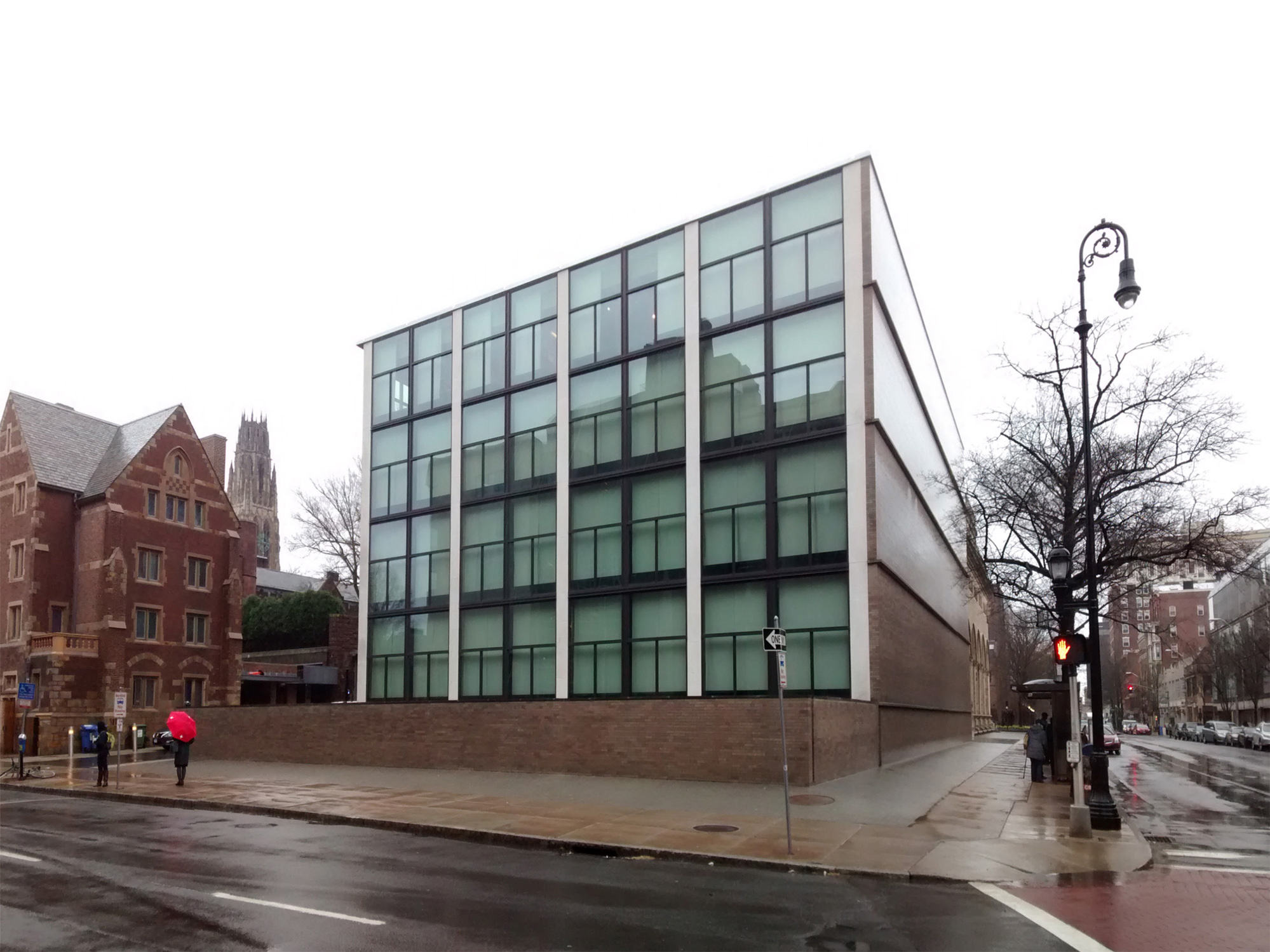
منظر لصالات العرض المصمَّمة

تأسس المعرض في عام 1832، عندما تبرع الفنان الوطني جون ترمبل بأكثر من 100 لوحة للثورة الأمريكية إلى كلية ييل وصمم معرض الصور الأصلي. تم هدم هذا المبنى الواقع في الحرم الجامعي القديم
تم افتتاح ستريت هال، الذي صممه بيتر بونيت وايت، كمدرسة ييل للفنون الجميلة في عام 1866، وتضمنت صالات عرض في الطابق الثاني. كان المظهر الخارجي على الطراز القوطي الجديد، مع مظهر متأثر بقصور البندقية التي تعود إلى القرن الثالث عشر. هذه المساحات هي الأقدم التي لا تزال مستخدمة كجزء من معرض الفنون بجامعة ييل.
تم الانتهاء من بناء توسكان رومانسي، صممه المهندس المعماري ييل إجيرتون سوارتووت، في عام 1928. كان لهذا المبنى أفاريز، وسقف مائل من الأردواز، ونوافذ كبيرة موضوعة داخل أقواس حجرية، وكان متصلاً بـستريت هال بواسطة جسر مغلق فوق هاي ستريت. سيُطلق عليه اسم "Old Yale Art Gallery"، مقارنةً بالتوسع الحداثي الذي تمت إضافته بعد عقدين من الزمن.
كان المبنى الرئيسي الحداثي للمعرض، الذي بني من 1947-1953، من بين أول المباني التي صممها لويس كان الذي يدرس الهندسة المعمارية في جامعة ييل.(«لعب خان دورا رئيسيا في التطور الفني الخاص بجامعة ييل. وييل بدوره سيعطي كان اللجنة التي حولت حياته المهنية كمهندس معماري.») على الرغم من أن معرض الفن مع الهيكل الصلب والخرسانة المسلحة قد يبدو بسيطا للعين، فقد تم تصميمه في عملية صارمة. كان وآن تينغ، أول امرأة مرخصة كمهندس معماري في ولاية بنسلفانيا وموظف في ممارسة خان المستقلة، «ابتكر لوح كان يسكب في أشكال معدنية على شكل أهرامات ثلاثية الجوانب. عندما تمت إزالة الأشكال، تركوا كتلة سميكة من الخرسانة مطبوعة بفتحات رباعي السطوح.» تم تصميم السقف الثلاثي للمعرض من قبل تاينغ، الذي كان مفتونا بالهندسة وثماني تروس البناء.
إضافة كان «كانت... صندوقًا... من الزجاج والصلب والخرسانة والطوب البيج الصغير»، ولم يكن بها أي من سمات صالات العرض السابقة. قال أحد النقاد إن مبنى كان «نادراً ما يمكن تمييزه عن متجر وولكو للتخفيضات في مركز التسوق»، وأن التصميم الداخلي يشبه «مرآب للسيارات تحت الأرض». :50
في عام 1998، بدأ المعرض في تجديد وتوسيع كبير. تم الانتهاء من تجديد مبنى عام 1953 في ديسمبر 2006 من قبل بولشيك بارنترشيب أرشيتيكتس، الذين أعادوا العديد من المساحات إلى رؤية كان الأصلية. اكتمل المشروع في 12 ديسمبر 2012 بتكلفة 135 مليون دولار تحت إشراف المدير آنذاك جوك رينولدز. تبلغ المساحة الموسعة 69,975 قدم2 (6,500.9 م2).
في ديسمبر 2011، أعلن المتحف عن هدية بقيمة 11 مليون دولار من الخريج ستيفن سوسمان، لإنشاء معارض فنية إضافية في الطابق الرابع الذي تم إنشاؤه حديثًا فوق مبنى أولد ييل آرت جاليري. تم الانتهاء من التوسعة في عام 2012، وتضمنت مساحة لحديقة منحوتة على السطح.
 

## معرض الصور

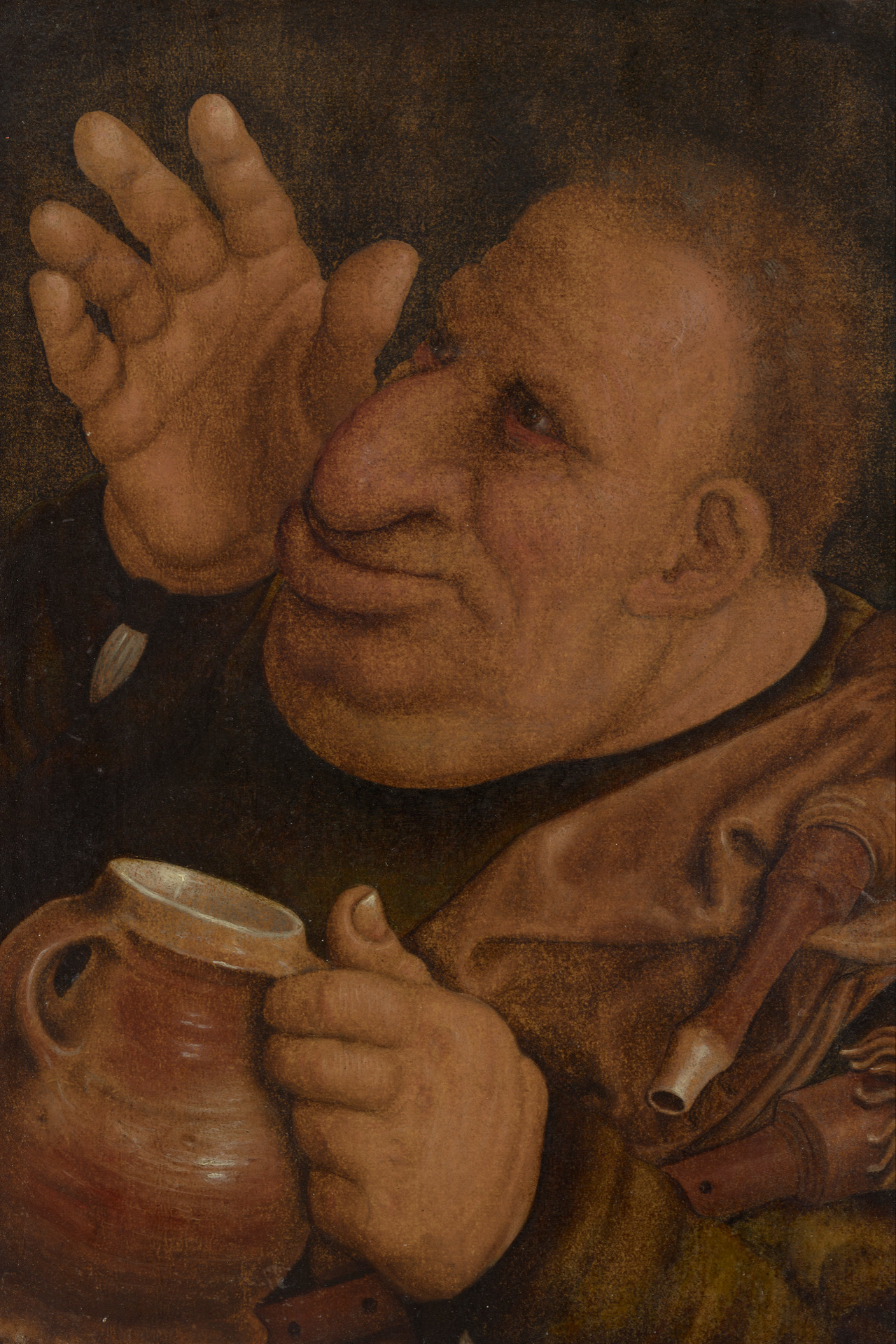
ومزماري التي كتبها كوينتين Massys
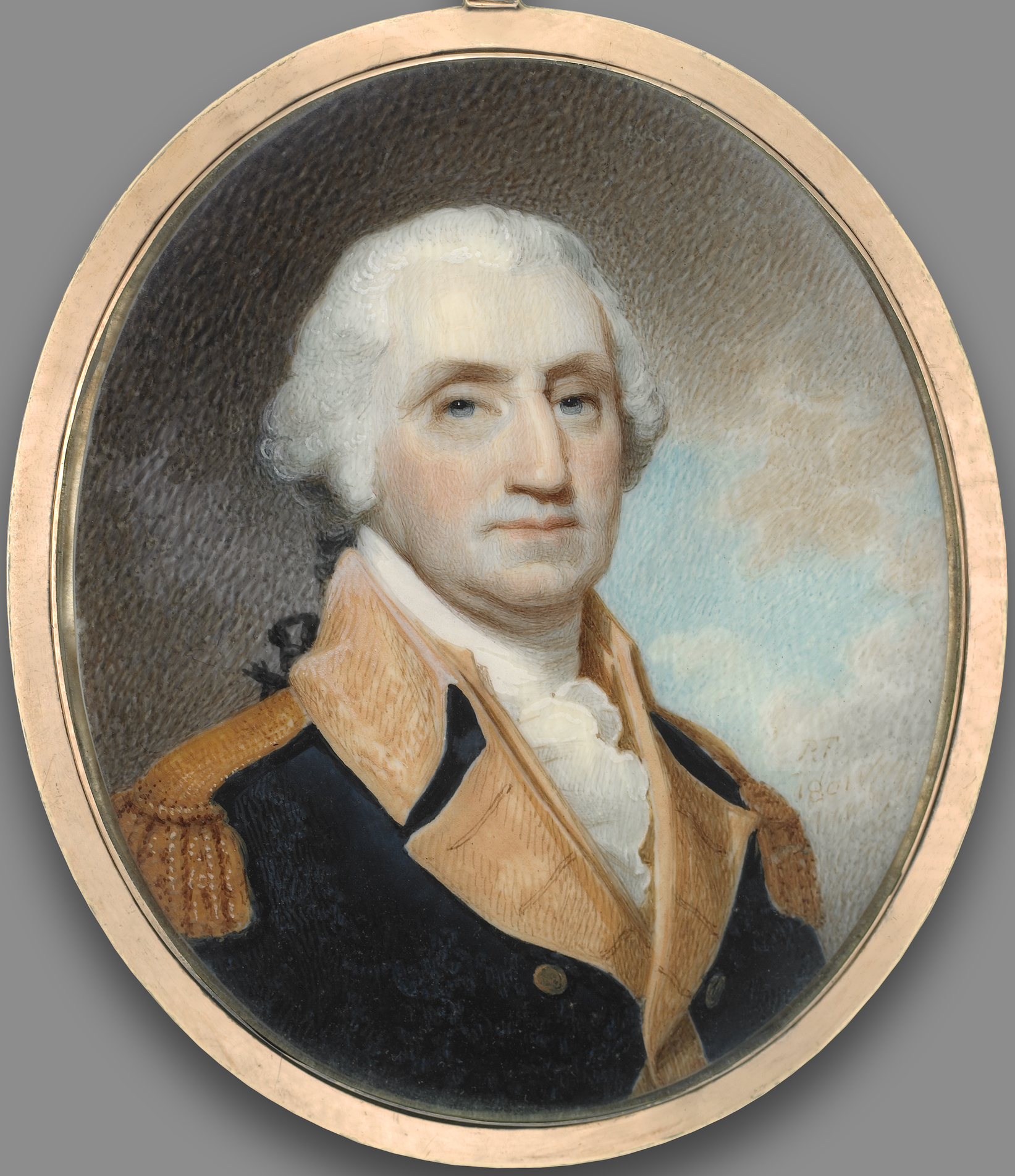
صورة مصغرة لجورج واشنطن بواسطة روبرت فيلد (1800)
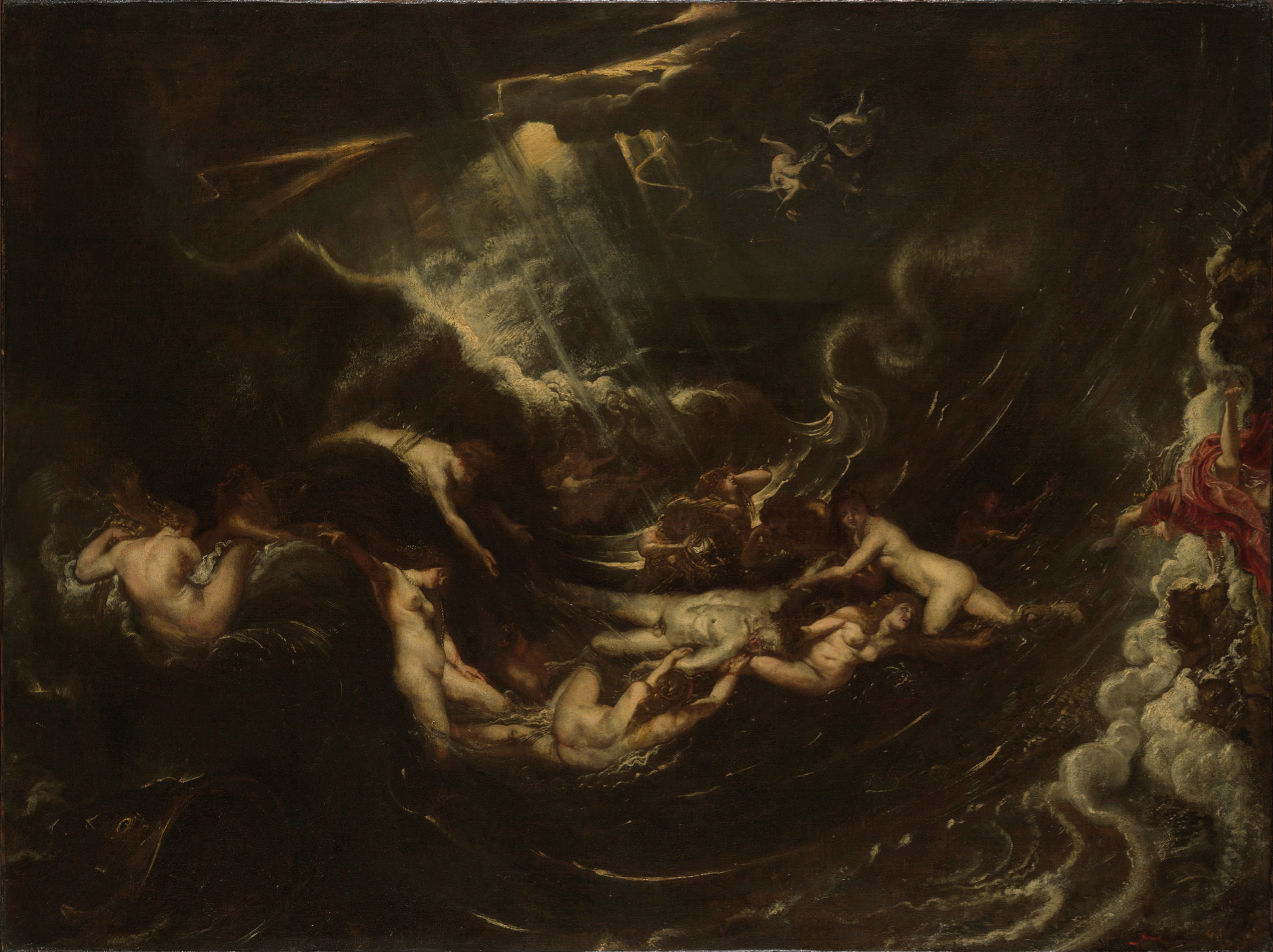
البطل والليندر بواسطة بيتر بول روبنز
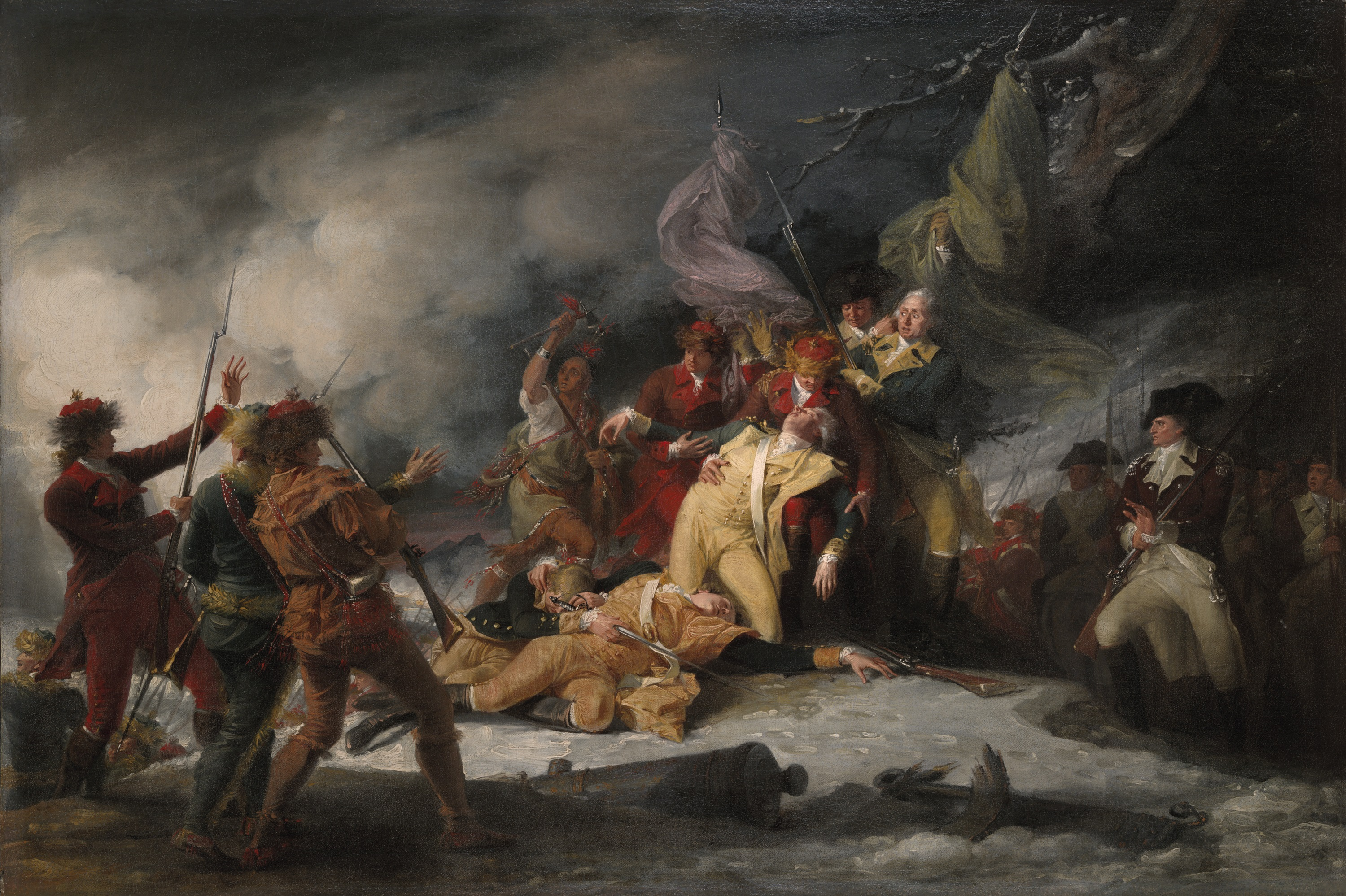
وفاة الجنرال مونتغمري في الهجوم على كيبيك، 31 ديسمبر 1775  [لغات أخرى]‏، جون ترمبل، 1786
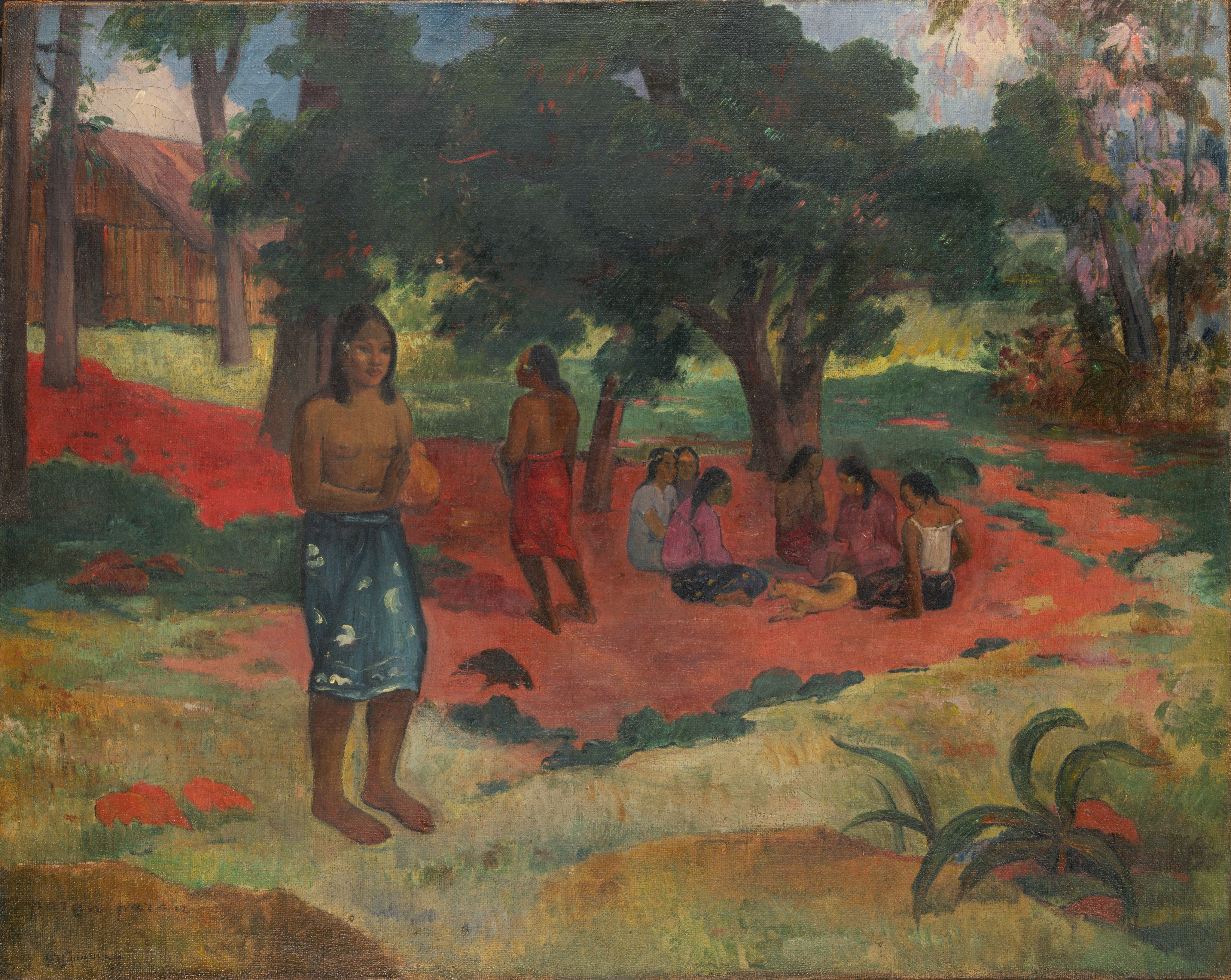
باراو باراو (الكلمات الهامسة)، بول غوغان، 1892
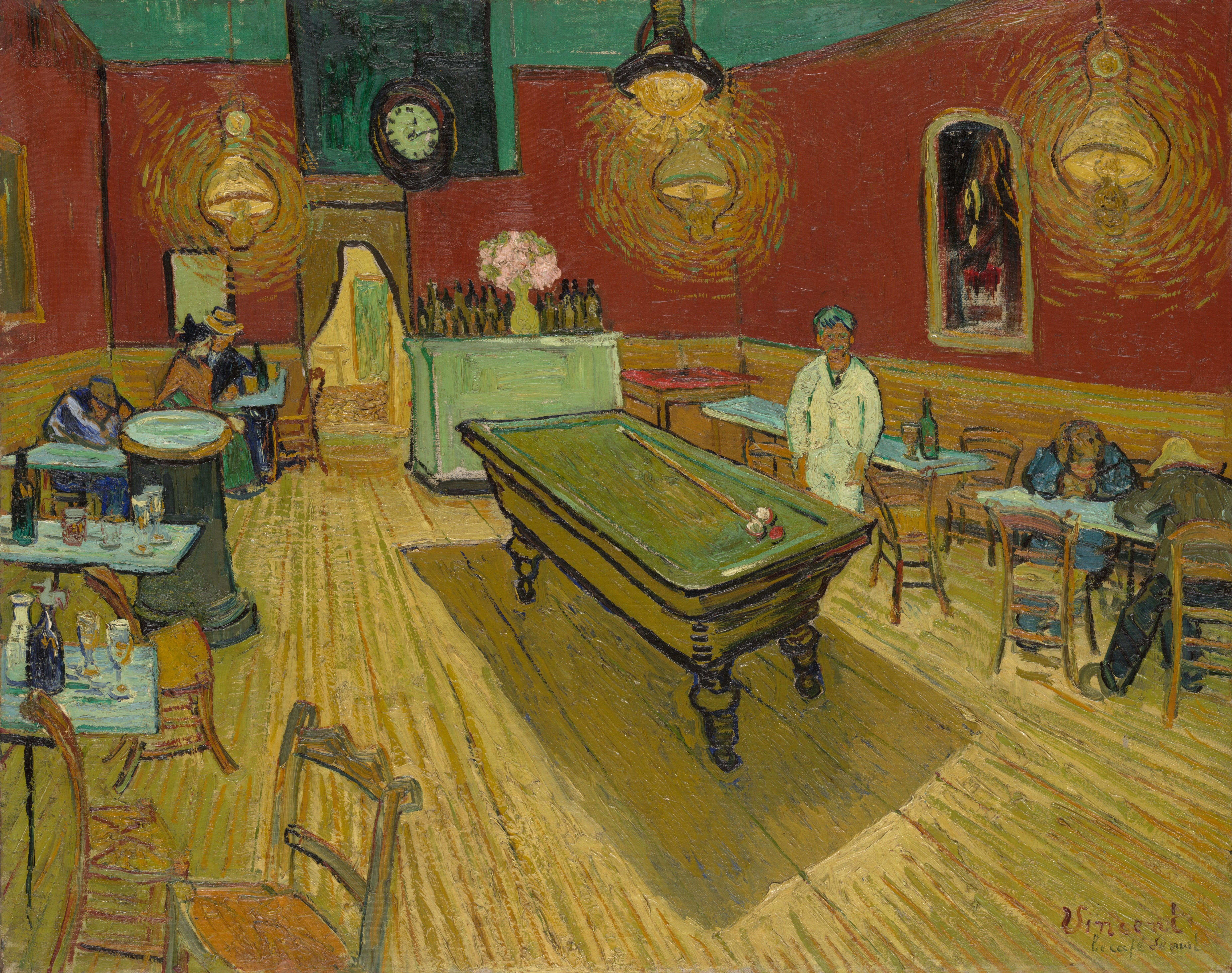
مقهى الليل، فنسنت فان جوخ، 1888
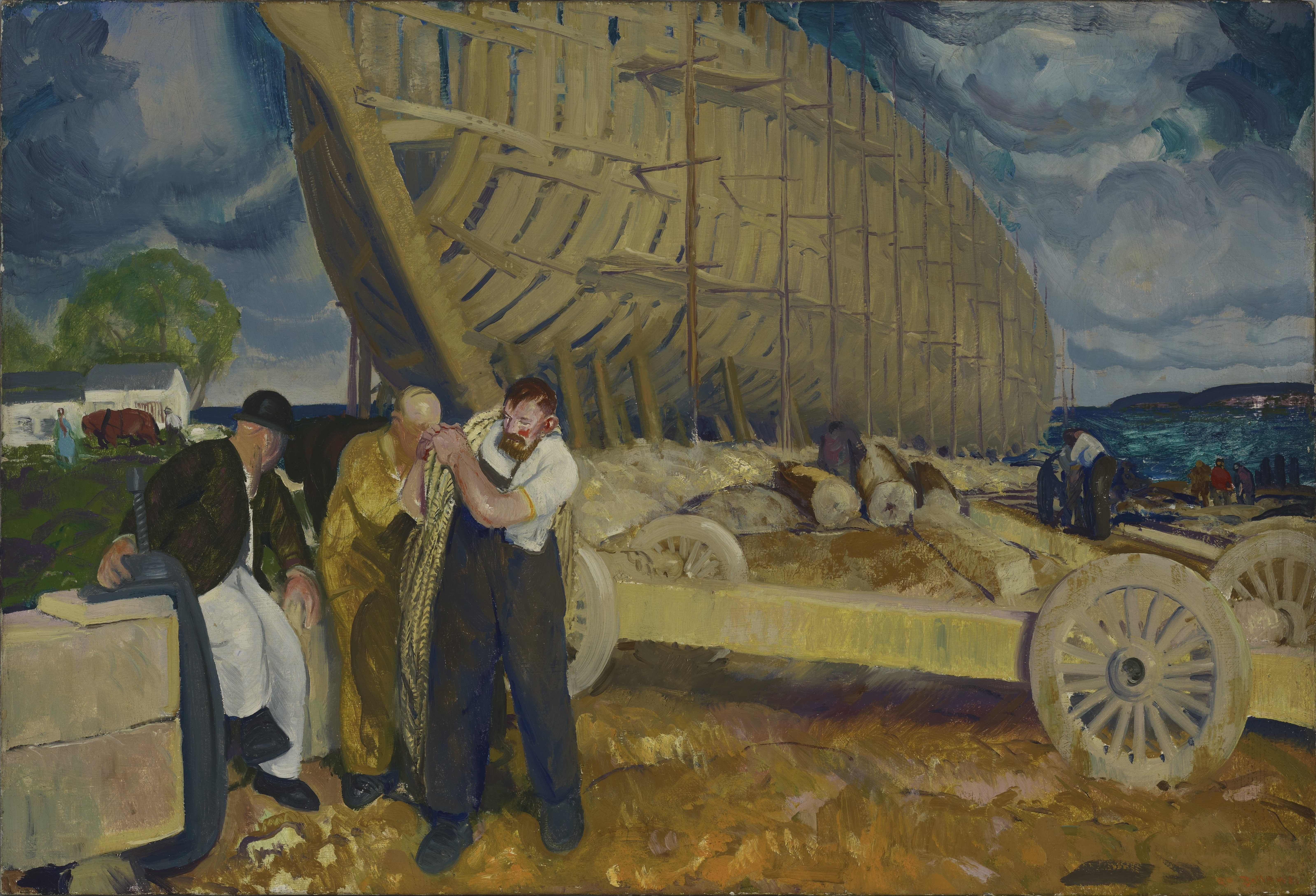
بناة السفن لجورج بيلوز، 1916
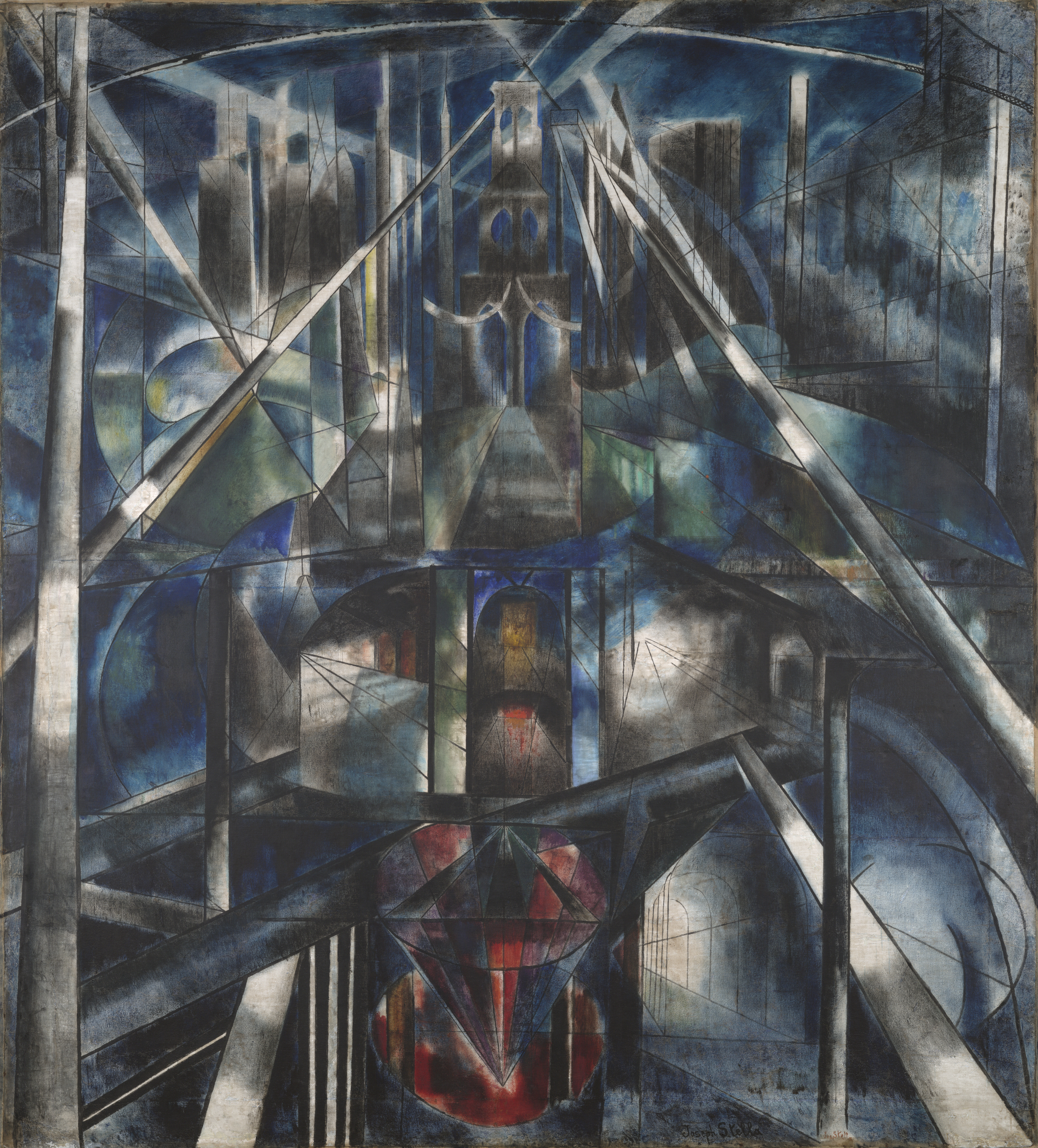
جوزيف ستيلا، جسر بروكلين، 1919-20
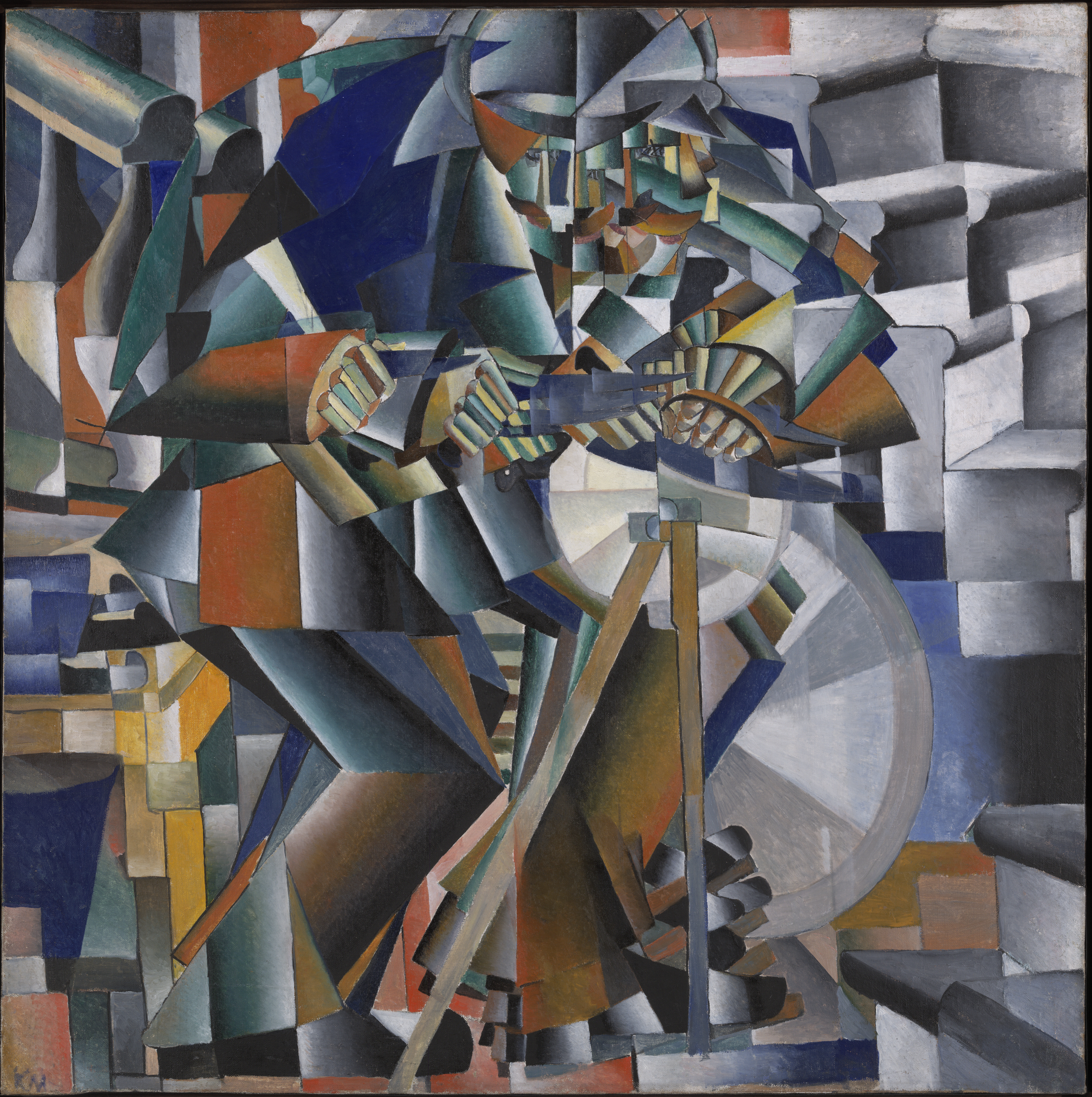
كازيمير ماليفيتش، آلة الطحن  [لغات أخرى]‏، 1912-13

## المجموعة
يبلغ عدد المجموعات الموسوعية للمعرض أكثر من 200000 قطعة تتراوح في التاريخ من العصور القديمة إلى يومنا هذا. تتضمن المجموعة الدائمة:
- الفن الأفريقي: أكثر من 1000 قطعة من الخشب والمعدن والعاج والسيراميك
- الفنون الزخرفية الأمريكية: ما يقرب من 18000 قطعة من الفضة والزجاج والخشب والخزف والمنسوجات مع التركيز على الحقبة الاستعمارية والفدرالية المبكرة
- اللوحات والنحت الأمريكية: أكثر من 2500 لوحة و500 منحوتة و 300 منمنمات قبل منتصف القرن العشرين بما في ذلك لوحات بنجامين ويست وجون سينجلتون كوبلي وألبرت بيرشتات وكنيسة فريدريك وفريدريك ريمنجتون وتوماس إيكنز وينسلو هومر وجورج بيلوز، جون سينجر سارجنت، إدوين أوستن آبي، آرثر دوف، إليزابيث جودريدج، وإدوارد هوبر، ومنحوتات لهيزكيا أوجور، هيرام باورز، هوراشيو غرينو، ويليام هنري رينهارت، تشونسي آيفز، ألكسندر أرشيبينكو، وألكسندر كالدر
- الفن القديم: أكثر من 13000 قطعة من الشرق الأدنى ومصر واليونان وإتروريا وروما تعود إلى العصر الحجري الحديث حتى أوائل العصر البيزنطي
- فن الأمريكتين القديمة: تماثيل وأواني ومنحوتات من المايا والأولمك
- الفن الآسيوي
- العملات المعدنية والميداليات
- الفن الأوروبي المبكر
- الفن الحديث والمعاصر: بما في ذلك اللوحات والنحت لجوزيف ألبرز وإدغار ديغا ومارسيل دوشامب وألبرتو جياكوميتي وجان ميتزينجر وجوان ميرو وبيت موندريان وبابلو بيكاسو ومارك روثكو وروي ليشتنشتاين
- مطبوعات، رسومات، وصور

في عام 2005، أعلن المتحف أنه حصل على 1465 الجيلاتين الفضة يطبع من قبل مصور المناظر الطبيعية الأمريكي المؤثر روبرت آدامز. في عام 2009، أقام المتحف معرضا لمجموعته الواسعة من بيكاسو اللوحات والرسومات، بالتعاون مع متحف ناشر للفنون في جامعة ديوك. لأول مرة، أجزاء من مكتبة جامعة ييل جيرترود شتاين تم عرض أرشيفات الكتابة بجانب الرسومات ذات الصلة من بيكاسو.

## البرامج
بصفته تابعًا لجامعة ييل، يقدم المعرض برامج تعليمية لطلاب الجامعات ومدارس نيو هافن وعامة الناس. اثنان من هذه البرامج هما: برنامج دليل المعرض، الذي تأسس في عام 1998، والذي يدرب الطلاب الجامعيين على قيادة الجولات في المتحف؛ ووورتل جاليري تيتشرز، التي تأسست في عام 2006، والتي تشمل طلاب الدراسات العليا من جامعة Yale من جميع المدارس والخلفيات، والذين يقدمون جولات مستنيرة بالمناهج الدراسية لجمهور K-12.
المتحف عضو في برنامج المتاحف المتبادلة في أمريكا الشمالية، لكنه لا يفرض رسومًا على الدخول.

## إدارة
في يوليو 2018، أصبحت ستيفاني ويلز مديرة هنري جيه. هاينز الثاني لمعرض الفنون بجامعة ييل.

## روابط خارجية
- الموقع الرسمي